# Liminha
Liminha, pseudonimo di Arnolpho Lima Filho (San Paolo, 5 maggio 1951), è un musicista, polistrumentista e produttore discografico brasiliano.

## Biografia
Dopo aver suonato il basso nella formazione Os Baobas, con questo stesso strumento ha fatto parte del gruppo Os Mutantes, figurandovi talora anche come compositore, e della band Mistura Fina. In seguito ha realizzato i pezzi Vamos Fugir per Gilberto Gil e Ai, Ai, Ai per Vanessa da Mata.
Di Gilberto Gil ha inoltre prodotto l'album Eletroacústico, premiato col Grammy. Si sono a lui affidati anche altri importanti artisti brasiliani come Ana Carolina, Arnaldo Antunes, As Frenéticas, Barão Vermelho, Blitz, Caetano Veloso, Daniela Mercury, Ed Motta, Erasmo Carlos, Fernanda Abreu, Fausto Fawcett, Jorge Mautner, Jorge Ben Jor, Jota Quest, Kid Abelha, Lobão, Lulu Santos, Marina Lima, Os Paralamas do Sucesso, O Rappa, Skank, Paulo Ricardo, nonché il britannico Ritchie.
Dal 2023 suona la chitarra come turnista per i Titãs.

## Vita privata
Liminha è stato sposato con l'attrice Patrícya Travassos dal 2005 al 2009. La coppia ha poi divorziato. 